# Цервикална интраепителна неоплазия
Цервикалната интраепителна неоплазия (ЦИН) (на английски: cervical intraepithelial neoplasia, CIN) е процес на промяна на клетките на шийката на матката с всички симптоми на злокачествено заболяване, която е ограничена само на повърхността на органа, т.е. до епитела. Тези атипични клетки все още не са преминали през базалната мембрана. Това е причината те да не са метастазирали (не са пренесени по лимфните и кръвните пътища към останалите органи). Това състояние на предхождащ стадий на раков процес на шийката на матката може да продължи години.

## Стадии
Има 3 степени на ЦИН, наречена още дисплазия. Тези стадии показват, колко напреднали са атипичните промени на клетките:
- ЦИН I – Лека дисплазия. Наблюдава се промяна на нормалната структура на клетките само в долната една трета на епителния слой на маточната шийка. Обикновено цитологично изследване е показало резултат ПАП II или III. Много често се наблюдават спонтанни ремисии (атипичните клетки изчезват от само себе си).

- ЦИН II – Среднотежка дисплазия. Наблюдаваните променени клетки са ограничени в долната половина на епителния слой, горната половина е с напълно нормална структура. Цитологичното изследване обикновено е било с резултат ПАП III D. Тенденциите за спонтанни ремисии са около 40 – 60%.

- ЦИН III – Тежка дисплазия. Наблюдават се промени в долните две трети на епителния слой. В тази група влиза и т. нар. карцинома ин ситу (на латински: Carcinoma in situ, CIS). Поведението му все още не е злокачествено, базалната мембрана на епителния слой на шийката на матката не е засегната. Цитологичното изследване обикновено е било с резултат ПАП IV A или V. Тенденциите са спонтанни ремисии са около 20 – 30%. В повечето случаи се предприема оперативна намеса, резекция на засегнатия участък.

## Диагноза
Цервикалната интраепителна неоплазия се причинява в повечето от случаите от зараза с човешки папиломен вирус (human papilloma virus, HPV). Причина за съмнение за наличие на ЦИН е обикновено резултатът от цитонамазка. Окончателната диагноза се поставя след хистологично изследване на тъканна проба, взета при биопсия.